# Georges Painvin
Georges Jean Painvin (1886-1980) fue un criptoanalista francés cuyo principal logro fue romper el cifrado ADFGVX utilizado por el ejército alemán durante la Primera Guerra Mundial.